# حافظ کسیب
حافظ کسیب (انگلیسی: Hafez Kasseb) یک بازیکن فوتبال اهل مصر است.

## تیم ملی
وی عضو تیم ملی فوتبال مصر در جام جهانی فوتبال ۱۹۳۴ بوده است.